# 许玚
许玚（？—？），河南承宣布政使司固始县人，明朝政治人物。

## 生平
许玚的许玚是許逵的长子，好学有器识。既安葬父亲，日夜号泣，六年之后开始担任荫官任指挥佥事。有人打趣他，许玚说：“吾父死，许玚于是得官。”痛哭不能仰视。

## 家族
父亲許逵是正德四年进士，被宁王朱宸濠所杀。許逵被追赠左副都御史，谥忠节，荫一子。
子许䢿，隆庆年间中举，数试礼部不第。有试官和许玚有姻亲，知道许䢿之才，想要收罗他。许䢿说：“若此，何以见先忠节地下？”